# NGC 4925
NGC 4925 este o galaxie lenticulară situată în constelația Fecioara. A fost descoperită în 23 martie 1789 de către William Herschel. Se află la o distanță de 43,85 de megaparseci de Pământ.